# Légió mindhalálig
A Légió mindhalálig (eredeti címe: A Man Called Sarge) 1990-ben bemutatott amerikai paródiafilm, amelyet Stuart Gillard írt és rendezett. A főbb szerepekben Gary Kroeger, Gretchen German, Jennifer Runyon és Marc Singer. 1990. február 2-án mutatták be az Egyesült Államokban. Magyarországon az AMC csatorna vetítette le 2014. november 14-én.

## Történet
A második világháború idején egy francia idegenlégiós dezertőrökből álló osztag járja Afrika sivatagjait. Élükön a karizmatikus Sarge. Az osztag elindul a Szaharán keresztül, hogy csapást mérjen a németek által megszállt Tobruk városára.

## Szereplők
| Szerep                       | Színész         | Magyar hang           |
| ---------------------------- | --------------- | --------------------- |
| Duke "Sarge" Roscoe őrmester | Gary Kroeger    | Szatmári Attila       |
| Sadie Rayburn                | Gretchen German | Mezei Kitty           |
| Klaus Von Kraut              | Marc Singer     | Tarján Péter          |
| Fifi LaRue                   | Jennifer Runyon | Sipos Eszter Anna     |
| Leslie Browning              | Andy Greenhalgh | Gubányi György István |
| Henri Cheval ezredes         | Michael Mears   | Galbenisz Tomasz      |
| Frank Anzalone               | Bobby Di Cicco  | Vincze Gábor Péter    |
| Irving Steinmetz             | Howard Busgang  | Élő Balázs            |
| Billy Bob MacAlpine          | Travis McKenna  | Szokol Péter          |
| Willy Medvetalp              | Andy Bumatai    | Barabás Kiss Zoltán   |
| Fergus                       | Chris England   |                       |
| Reginald Fitzpatrick         | Jeffrey Wickham | Kertész Péter         |
| Montgomery tábornok          | Peter Dennis    | Katona Zoltán         |
| NABC tévériporter            | Caitlyn Jenner  | Laklóth Aladár        |
| Bruce atya                   | Yehuda Efroni   | Pálfai Péter          |
| arab lány                    | Natasha Lyonne  |                       |
| narrátor                     | Don LaFontaine  | Törköly Levente       |

## Fogadtatás

### Kritikai visszhang
A Rotten Tomatoeson nem gyűlt össze elég értékelés a minősítéshez.

### Bevétel adatai
A Box Office Mojo szerint a film 92 ezer dolláros bevételt ért el, a költségvetésről nincs adat.